# Bahnhof Hohenstein-Ernstthal
Der Bahnhof Hohenstein-Ernstthal ist der Bahnhof der Stadt Hohenstein-Ernstthal in Südwestsachsen. Er besitzt drei Gleise. Der Bahnhof liegt an der Bahnstrecke Dresden–Werdau und wird täglich von etwa 85 Regionalzügen bedient.

## Geschichte

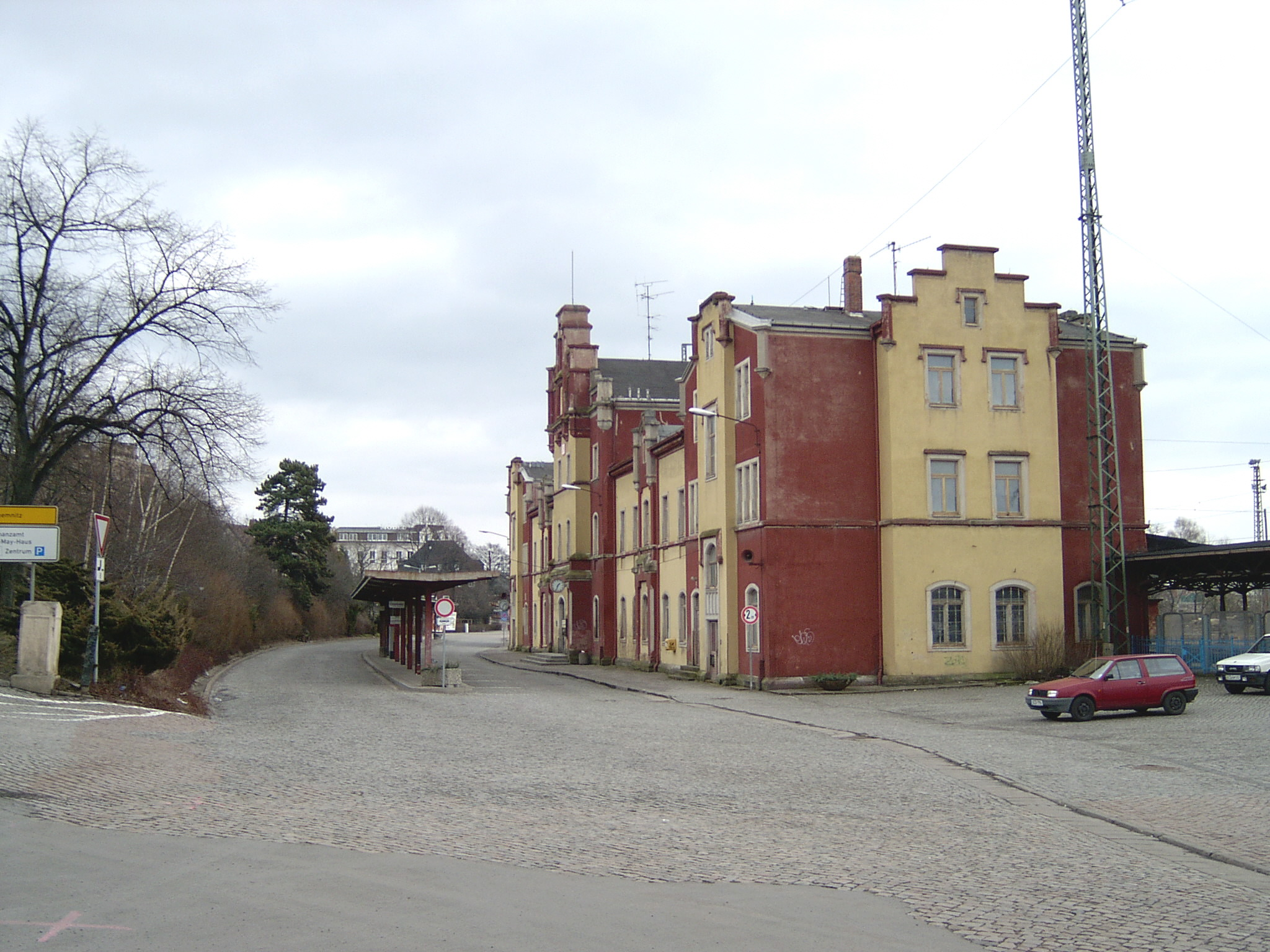
Bahnhofsvorplatz mit Empfangsgebäude, März 2003

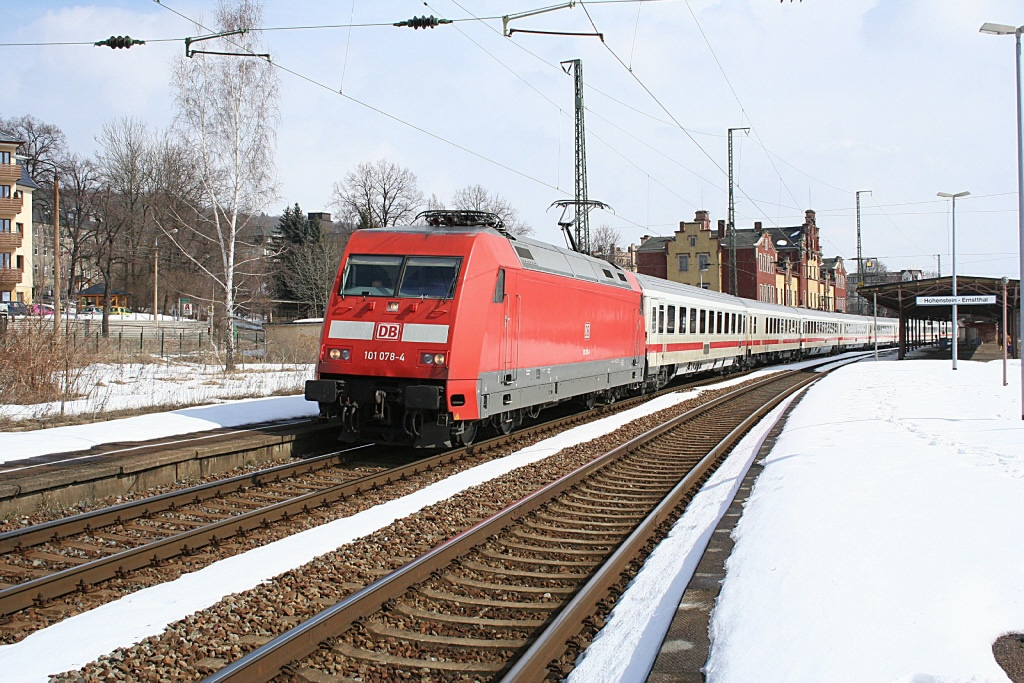
IC mit Lok der Baureihe 101 in Hohenstein-Ernstthal

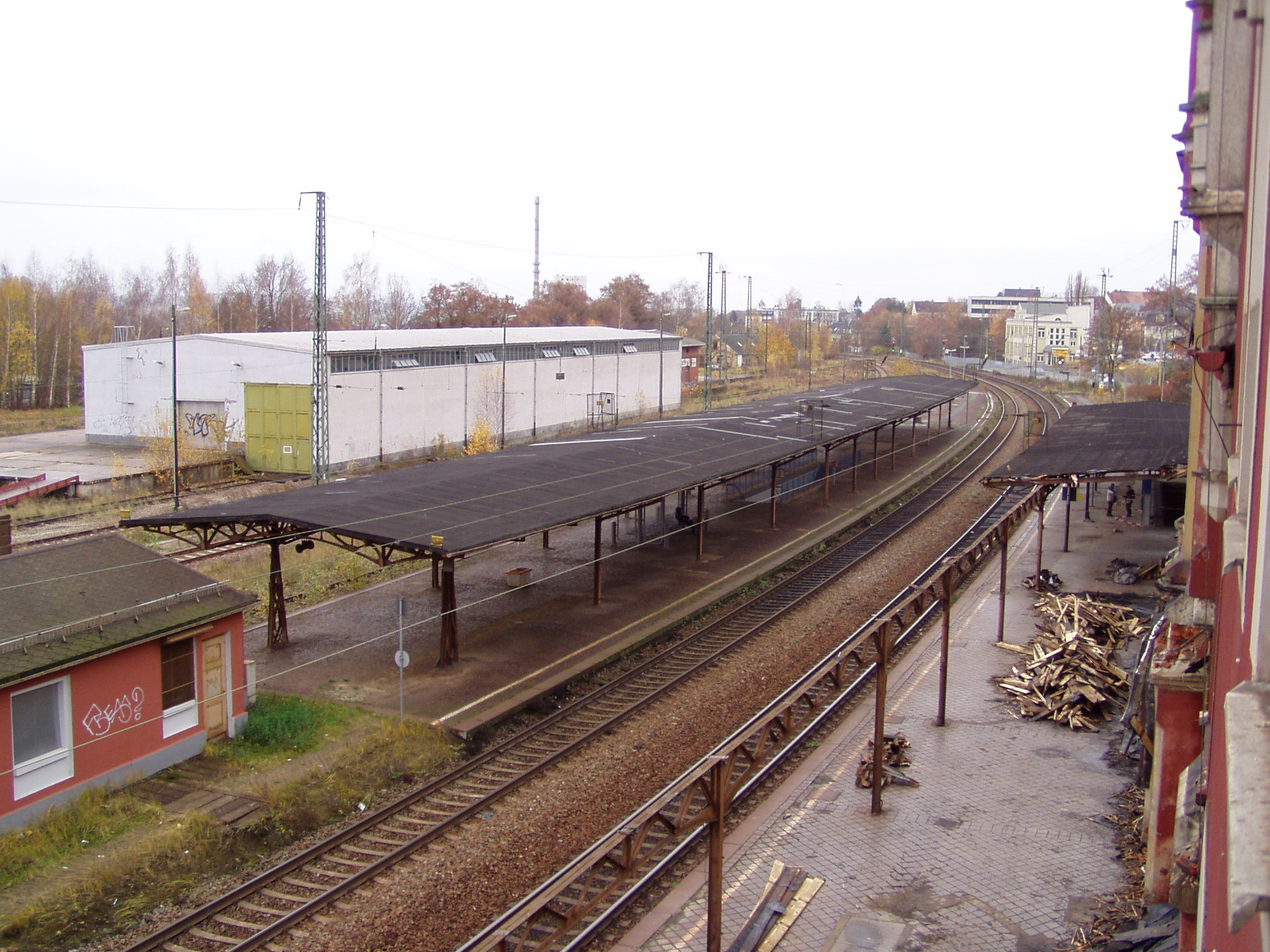
Bahnhofsabriss 2007

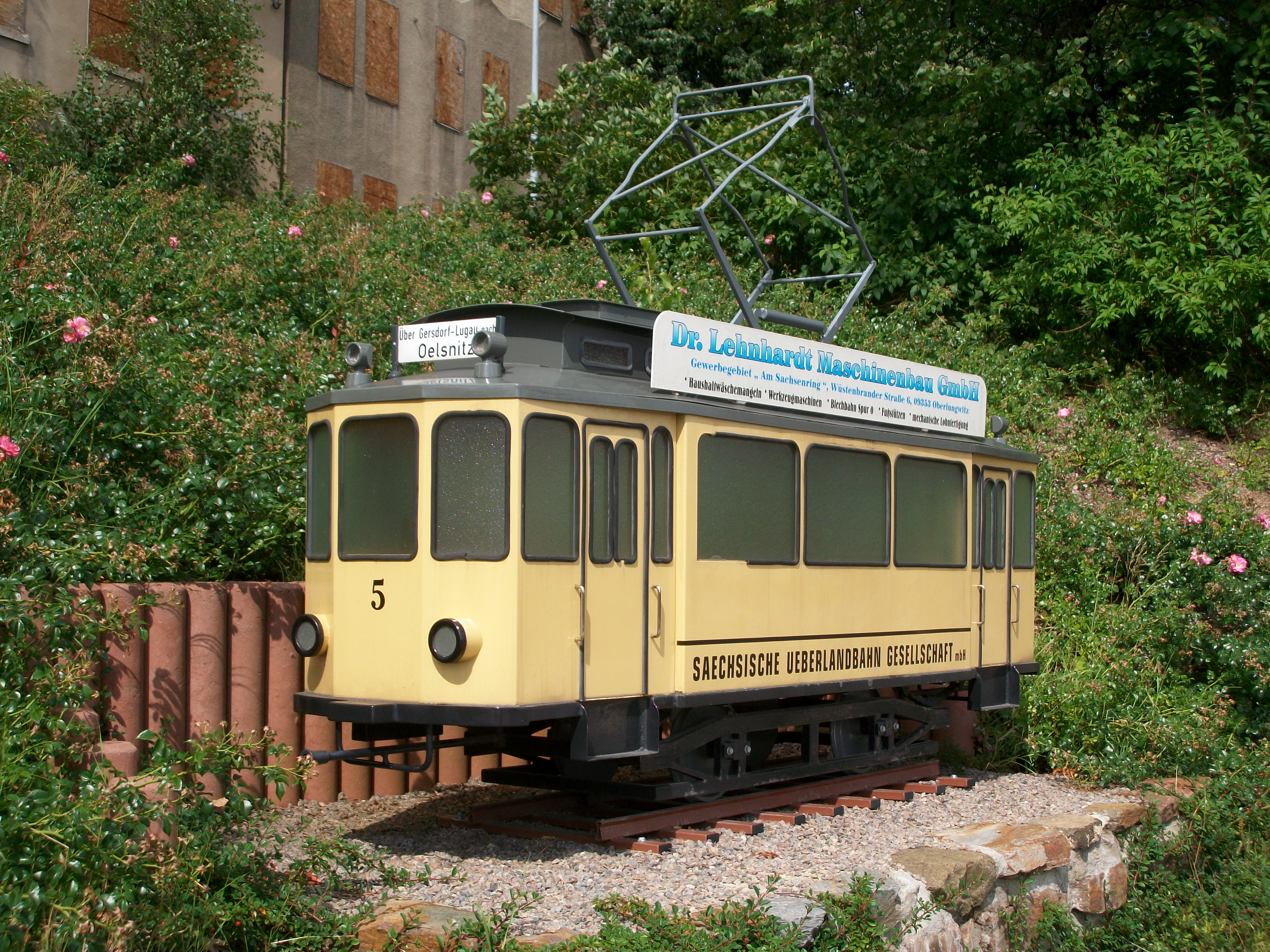
Modell der Straßenbahn Hohenstein-Ernstthal–Oelsnitz am Bahnhof Hohenstein-Ernstthal (2017)

Der Bahnhof, der am Streckenkilometer 98,23 der Strecke Dresden–Werdau liegt, wurde am 15. November 1858 eröffnet. Anfangs gehörte der Bahnhof weder zu Hohenstein noch zu Ernstthal, sondern zu Abtei Oberlungwitz. Das Bahnhofsgrundstück wurde später von Hohenstein abgekauft. Von 1860 bis 1887 befand sich im Bahnhofsgebäude das Postamt von Hohenstein. 1913 umfasste der Bahnhof 13 Gleise. Vom 17. März 1913 bis zum 26. März 1960 war der Bahnhofsvorplatz Ausgangspunkt der Überlandstraßenbahn Hohenstein-Ernstthal–Oelsnitz. Über den Güterbahnhof wurde der Güterverkehr der Straßenbahn abgewickelt, dazu wurden zwei Aufstellgleise, ein Umladegleis, eine hölzerne Umladehalle samt Ladekran sowie ein Gleisanschluss zum Güterschuppen errichtet. Ab dem Sommerfahrplanwechsel am 30. Mai 1976 verkehrte die Stadtschnellbahn  zwischen Flöha und Hohenstein-Ernstthal, die Strecke wurde in circa 45 Minuten befahren.
Am 31. Dezember 2000 wurde der Güterbahnhof geschlossen. Bereits im September 2006 erfolgte der Abriss der beiden Stellwerke und ab 2007 fanden umfangreiche Umbaumaßnahmen statt. Dabei wurde 2007 unter anderem das im Tudorstil errichtete Empfangsgebäude abgerissen und durch einen Flachbau ersetzt und der Bahnhof barrierefrei ausgebaut. Am 9. Juli 2009 wurde dann der umgestaltete Bahnhofsvorplatz eröffnet, auf dem auch ein Turmwagen als Denkmal für die ehemalige Straßenbahn aufgestellt wurde. 2010 wurde mit den Arbeiten zum Bahnsteigumbau begonnen, vorher wurde noch ein Ersatzbahnsteig an der ehemaligen Ladestraße eingerichtet. Dabei wurden der Hausbahnsteig und der Mittelbahnsteig komplett abgerissen und durch einen neuen barrierefreien Inselbahnsteig ersetzt. Am 2. August 2011 wurde der neue Bahnhof offiziell eröffnet. Im Dezember 2013 wurde gegenüber dem Bahnhof ein Straßenbahnmodell im Maßstab 1:3,3, der Straßenbahn Hohenstein-Ernstthal–Oelsnitz (Überlandstraßenbahn) aufgestellt.

## Beschreibung

### Empfangsgebäude
Zur Betriebseröffnung am 15. November 1858 bestand das Empfangsgebäude nur aus dem späteren Mittelteil. Von 1860 bis 1887 befand sich das Post- und Telegrafenamt im Empfangsgebäude. In den Jahren 1899 bis 1902 wurde das Gebäude erweitert, es wurden zwei Anbauten rechts und links des bestehenden Gebäudes errichtet. Es befanden sich im Gebäude die Fahrkartenausgabe, die Gepäckabfertigung, eine Gaststätte, ein Imbiss, die Auskunft und Toiletten. Außerdem waren zwölf Eisenbahnerwohnungen auf zwei Etagen verteilt. 1985 bekam das Empfangsgebäude seinen letzten Anstrich in Weinrot und Goldgelb. Da das Gebäude immer mehr verfiel, wurde es zunächst wegen Einsturzgefahr gesperrt und 2007 abgerissen.

### Bahnhof heute

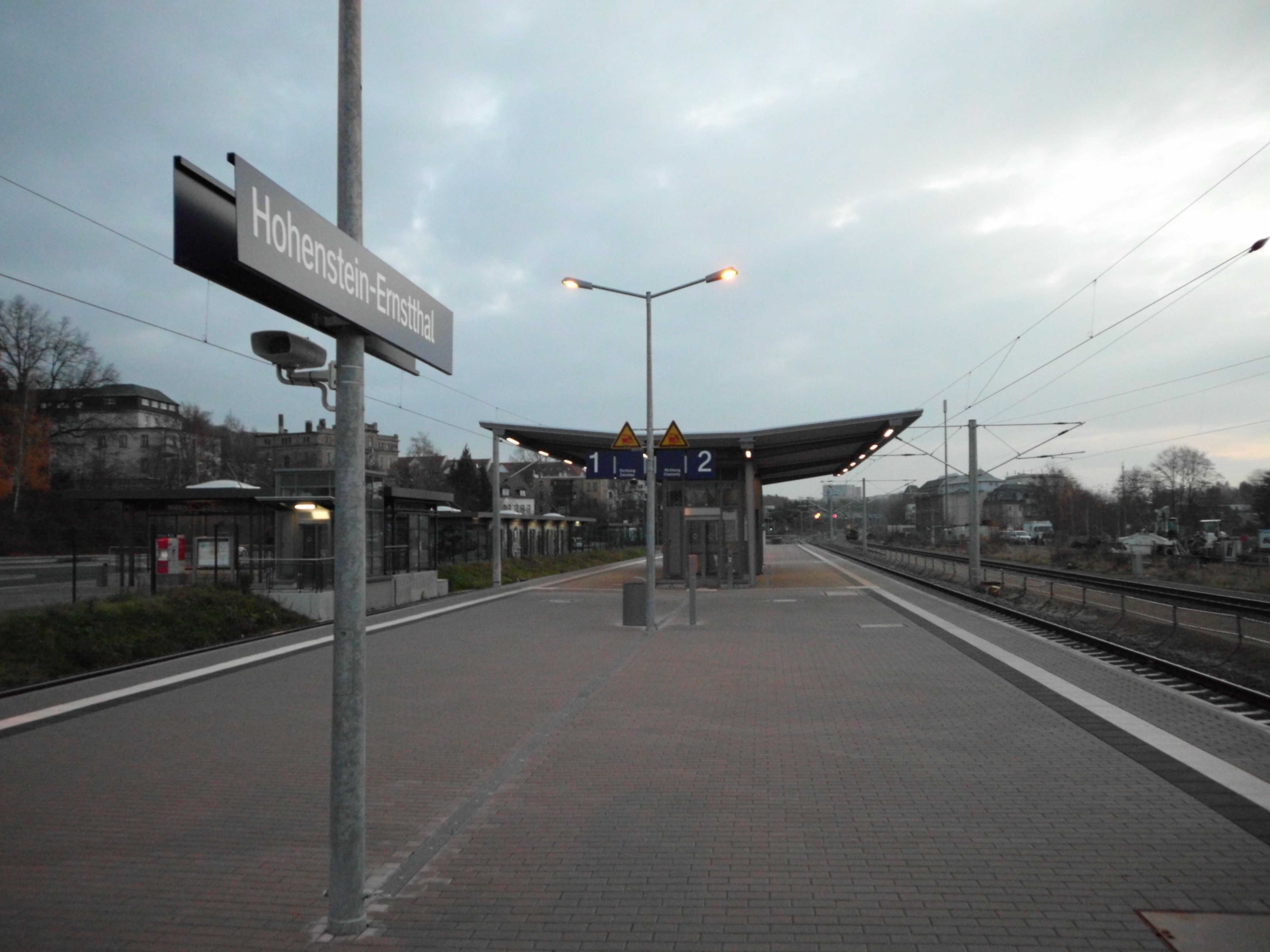
Inselbahnsteig mit den Bahnsteiggleisen 1 und 2

Der Bahnhof Hohenstein-Ernstthal verfügt heute über drei durchgehende Hauptgleise, das dritte Gleis hat noch die Funktion als Eingleisstelle. Der Inselbahnsteig ist vollumfänglich barrierefrei ausgestattet, sowohl mit Aufzügen als auch mit Markierungen und Riffelplatten für Blinde und Sehbehinderte. Die beiden Bahnsteige sind 170 m lang und 55 cm hoch. Am Bahnhofsvorplatz gibt es außerdem noch eine MRB-Partneragentur (Fahrkartenschalter), einen Warteraum, eine Toilette (Nicht mehr nutzbar), einen Laden für Reisebedarf, Parkplätze und Fahrrad-Stellplätze.
| Inselbahnsteig | Personentunnel | Bahnhofsvorplatz | Aufzug | Ehem. DB-Fahrkartenautomat | Ehem. Güterbahnhof |
|                |                |                  |        |                            |                    |

### Hohenstein-Ernstthal Ost
Im Nahverkehrsplan des Verkehrsverbund Mittelsachsen für den Nahverkehrsraum Chemnitz/Zwickau mit Gültigkeitszeitraum 2016 bis 2020 ist es geplant, in Hohenstein-Ernstthal einen weiteren Haltepunkt (Hohenstein-Ernstthal Ost) zu errichten. Der Standort für den neuen Haltepunkt wird in der Nähe von der Nutzunger Straße sein.

## Verkehrsanbindung

### Fernverkehr
Im Kursbuch von 1944/1945 hielt in Hohenstein-Ernstthal die Fernverbindung (Breslau – Dresden – Chemnitz – Hof – München).
Nach der politischen Wende 1990 war der Bahnhof Hohenstein-Ernstthal für eine kurze Zeit auch Halt für Interregio-Züge der Linie IR 25.
Folgende Fernverkehrslinien hielten von 1990 bis 1997 am Bahnhof.
| Jahr    | Zugart     | Lauf                                                                          | Takt       |
| ------- | ---------- | ----------------------------------------------------------------------------- | ---------- |
| 1990/91 | Schnellzug | Karl-Marx-Stadt – Hohenstein-Ernstthal – Hof – Nürnberg                       | 2 Zugpaare |
| 1991/92 | Schnellzug | Dresden – Chemnitz – Hohenstein-Ernstthal – Zwickau – Plauen(Vogtl)ob Bf      | 2 Zugpaare |
| 1992/93 | Schnellzug | Görlitz – Dresden – Chemnitz – Hohenstein-Ernstthal – Erfurt – Köln           | 4 Zugpaare |
| 1992/93 | Schnellzug | Görlitz – Dresden – Chemnitz – Hohenstein-Ernstthal – Zwickau – Plauen ob Bf  | 4 Zugpaare |
| 1992/93 | Schnellzug | Görlitz – Dresden – Chemnitz – Hohenstein-Ernstthal – Zwickau – München       | 6 Zugpaare |
| 1992/93 | InterRegio | Chemnitz – Hohenstein-Ernstthal – Gößnitz – Erfurt – Aachen                   | 2 Zugpaare |
| 1993/94 | InterRegio | Dresden – Chemnitz – Hohenstein-Ernstthal – München – Oberstdorf              | 2 Zugpaare |
| 1994/95 | InterRegio | Dresden – Chemnitz – Hohenstein-Ernstthal – München – Oberstdorf              | 2 Zugpaare |
| 1995/96 | Schnellzug | Dresden – Chemnitz – Hohenstein-Ernstthal – Hof – München                     | 1 Zugpaare |
| 1996/97 | InterRegio | Dresden – Chemnitz – Hohenstein-Ernstthal – Nürnberg – Karlsruhe              | 4 Zugpaare |
| 1996/97 | Schnellzug | Dresden – Chemnitz – Hohenstein-Ernstthal – Zwickau – Reichenbach(Vogtl)ob Bf | 1 Zugpaar  |

### Regionalverkehr

#### Gegenwart

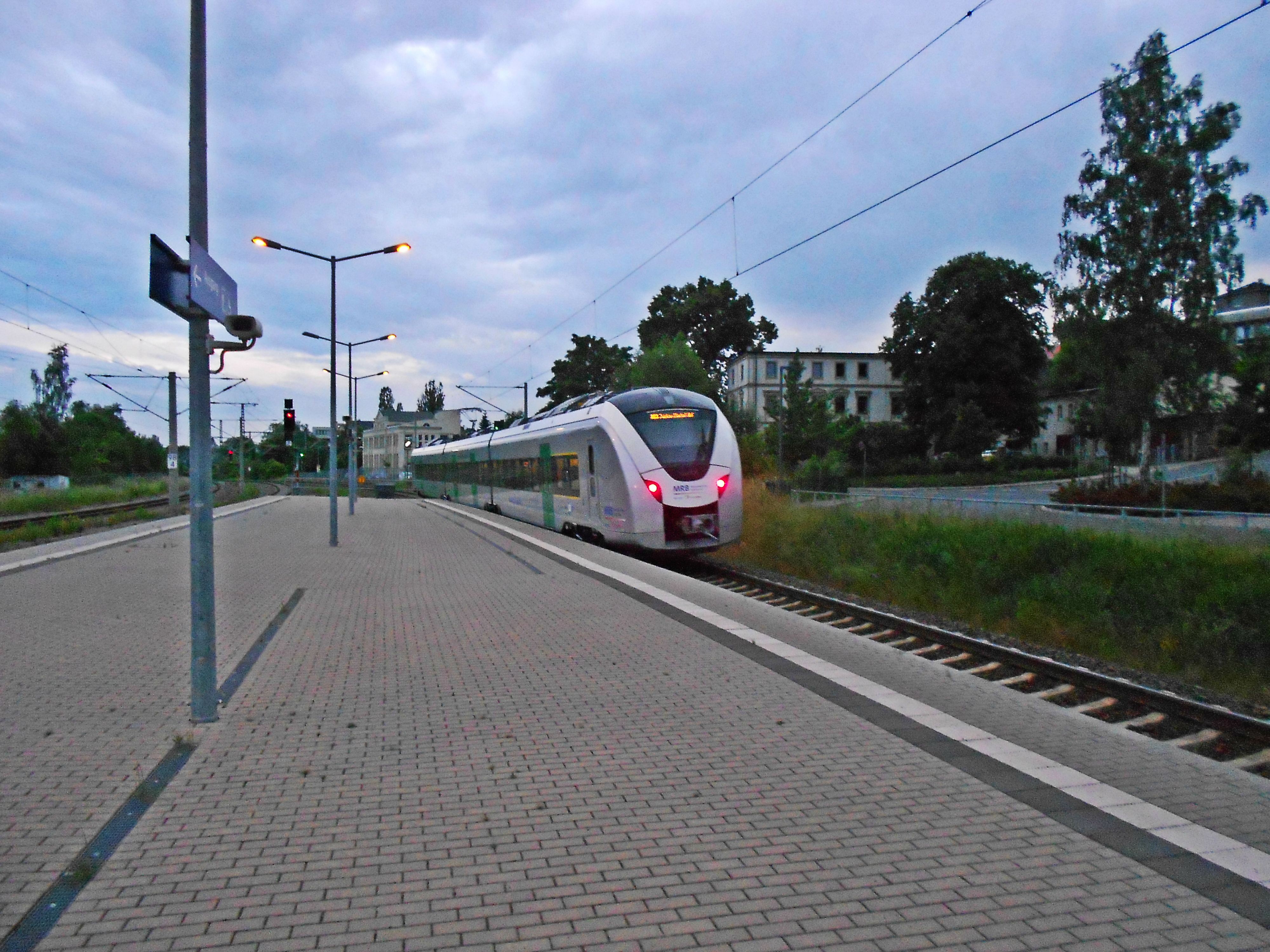
Seit Juni 2016 verkehrt die MRB am Bahnhof

Im Fahrplanjahr 2022 halten am Bahnhof Hohenstein-Ernstthal folgende Linien:
| Linie | Linienverlauf | Takt (min)                    | EVU                      |
| ----- | --- | ----------------------------- | ------------------------ |
| RE 3  | Dresden – Freiberg (Sachs) – Chemnitz – Hohenstein-Ernstthal – Glauchau (Sachs) – Zwickau (Sachs) – Plauen (Vogtl) – Hof | 060                           | Mitteldeutsche Regiobahn |
| RB 30 | Dresden – Freiberg (Sachs) – Chemnitz – Hohenstein-Ernstthal – Glauchau (Sachs) – Zwickau (Sachs)                        | 060 (HVZ 30 Chemnitz–Zwickau) | Mitteldeutsche Regiobahn |

Eingesetzt werden Elektrotriebwagen vom Typ Alstom Coradia Continental.  
Bis Juni 2016 wurden die Linien von der DB Regio Südost betrieben, die lokbespannte Züge mit Baureihe 143 und Doppelstockwagen einsetzte.

#### Ehemalige Linien
Seit dem Fahrplanwechsel im Dezember 2011 bedient der Regional-Express Zwickau/Chemnitz–Göttingen den Bahnhof nicht mehr. Der Verkehrsverbund Mittelsachsen (ZVMS) hat die Halte zwischen Glauchau und Chemnitz eingespart. Bis September 2012 wurde der Bahnhof vom Vogtland-Express Plauen–Berlin Zoologischer Garten einmal täglich hin und zurück bedient.

### Öffentlicher Nahverkehr
Am Bahnhofsvorplatz verkehren mehrere Stadtverkehr- und Regionalbuslinien, die von der Chemnitzer Verkehrs-AG und  Regionalverkehr Westsachsen betrieben werden.